# Димитър Белаянин
Димитър Стоянов Белаянин е български просветен деец от Македония.

## Биография
Роден е в първата половина на XIX век в Щип, тогава в Османската империя, днес в Северна Македония. В 1863 година той и Димитър Павлов наследяват Георги Милетич като български учители в града. Павлов преподава в класното училище, а Белаянин – в началното със заплата от 20 лири, увеличена по-късно на 45 лири. Белаянин преподава в Щип до 1872 година. От 1872 до 1873 година преподава в българското училище във Велес. След Руско-турската война отново преподава в Щип.
Умира в родния си град около 1890 година.

## Външни Препратки
- "Описание на градът Щип, съставил Димитър С. Белаянин (ръкопис)", Щип, 8 ноември 1890 година